# حروف لينة
الحرف اللين هو حرف علة (ا، و، ي) ساكن مفتوح ما قبله والحروف اللينة موقعها لا يكون في بداية الكلمة بل في وسط الكلمة أو نهاية الكلمة لأن الحرف اللين يحتاج إلى أن يكون هناك حرف قبله مفتوح. وما خلافها حروف قوية.

## الألف اللينة
```
ساكنة مفتوح ما قبلها
```

وتكتب الألف اللينة في آخر الأسماء الثلاثية مقصورة إن كان أصلها ياء .
وتكتب الألف اللينة في آخر الأسماء الثلاثية ممدودة إن كان أصلها واو .
وإذا توسطت الألف اللينة وجب كتابتها ألفا ممدودة بصرف النظر عن أصلها .
وتكتب على صورة ياء بدون نقاط أو ألف.
الألف المتطرفة (اللينة)
الألف اللينة المتطرفة توجد آخر الكلمة
- في الأسماء:
  - تكتب الألف المتطرفة في الأسماء الأعجمية ألفاً طويلة (مثل: إفريقيا، تركيا) [وفقًا لِمَن؟] ما عدا خمس كلمات وهي: موسى وعيسى ومتى وكسرى و بخارى
  - تكتب الألف المتطرفة في الأسماء المبنية ألفا طويلة (مثل: أنا، مهما) ما عدا خمس كلمات وهي لدى (عند) والألى (الذين أو اللاتي أو اللائي أو اللواتي) وألى (اسم إشارة هؤلاء) ومتى وأنى
  - في الاسم الثلاثي المعرب ننظر إلى أصل الألف:
  - إذا كان أصلها واو فتكتب طويلة (مثل: ربا، ذرا)
  - إذا كان أصلها ياء فتكتب مقصورة (مثل: النوى، الهدى)

ملاحظة: [يعرف أصل الألف في الأسماء بالإتيان بالمفرد أو جمع المؤنث السالم أو المثنى]
- - في الاسم المعرب الزائد عن ثلاثة أحرف ننظر إلى الحرف الذي يسبق الألف
  - إذا كان الحرف الذي قبل الألف ياء كتبت الألف طويلة (مثل: منايا، زوايا)
  - إذا كان الحرف الذي قبل الألف غير الياء كتبت الألف مقصورة (مثل: ذكرى، معتدى، مستشفى)
- في الأفعال
  - في الأفعال الثلاثية ننظر إلى أصل الألف:
  - إذا كان أصلها واو كتبت الألف طويلة (مثل: نما، سما، علا)
  - إذا كان أصلها ياء أو ألفا كتبت مقصورة (مثل: سعى، بكى)

ملاحظة: [يعرف أصل الألف في الأفعال بإسنادها إلى تاء الفاعل أو الإتيان بالمضارع
- - في الأفعال الزائدة عن ثلاثة أحرف ننظر إلى الحرف الذي يسبق الألف
  - إذا كان الحرف الذي قبل الألف ياء كتبت الألف طويلة (مثل: أعيا، استحيا)
  - إذا لم يكن الحرف الذي قبل الألف ياء كتبت الألف مقصورة (مثل: أسدى، اهتدى، استسقى)
- في الحروف
  - تكتب الألف المتطرفة في الحروف طويلة (مثل: يا، هيا،) ما عدا أربعة أحرف وهي (إلى، بلى، حتى، على)